# Janusz Staszczak
Janusz Staszczak (ur. 13 maja 1969 w Lublinie) – polski duchowny luterański, radca Konsystorza Kościoła Ewangelicko-Augsburskiego w RP w latach 2016–2022, radca diecezji pomorsko-wielkopolskiej.

## Życiorys
Studiował teologię w Chrześcijańskiej Akademii Teologicznej w Warszawie. W latach 1996–1997 odbywał praktykę kandydacką w Mikołowie i Tychach, zaś w 1997 został skierowany na dalszą praktykę do parafii w Koszalinie. 1 lutego 1998 został ordynowany na duchownego w Tychach. W latach 1998–2001 był wikariuszem, zaś w latach 2001–2008 proboszczem-administratorem parafii w Koszalinie. W 2008 został wybrany proboszczem tejże parafii i 18 stycznia 2009 wprowadzony w urząd. W latach 2000–2009 piastował funkcję przewodniczącego koszalińskiego Oddziału Polskiej Rady Ekumenicznej, natomiast w latach 2010–2016 był członkiem synodalnej Komisji ds. liturgii i muzyki kościelnej oraz Komisji ds. pastoralnych. Od roku  2011 jest radcą diecezjalnym Diecezji Pomorsko-Wielkopolskiej. 2 kwietnia 2016, Synod Kościoła Ewangelicko-Augsburskiego w RP wybrał go radcą Konsystorza Kościoła.